# Terry Hart
Terry Jonathan Hart (Pittsburgh, 27 oktober 1946) is een Amerikaans voormalig ruimtevaarder. Hart zijn eerste en enige ruimtevlucht was STS-41-C met de spaceshuttle Challenger en vond plaats op 6 april 1984. Tijdens de missie werd de Solar Max satelliet gerepareerd.
Hart werd in 1978 geselecteerd door NASA. In 1984 verliet hij NASA en ging hij als astronaut met pensioen.